# Pemphigus knowltoni
Pemphigus knowltoni är en insektsart som beskrevs av Stroyan 1970. Pemphigus knowltoni ingår i släktet Pemphigus och familjen långrörsbladlöss. Inga underarter finns listade i Catalogue of Life.